# Fabio Fehr
Fabio Fehr (Uznach, 15 gennaio 2000) è un calciatore svizzero, difensore del Thun.

## Carriera

### Club
Cresciuto nel settore giovanile del Grasshoppers, esordisce in prima squadra il 7 febbraio 2020, disputando l'incontro di Challenge League perso per 4-1 contro lo Stade Lausanne-Ouchy. Al termine della stagione 2020-2021, contribuisce alla vittoria del campionato cadetto e alla promozione in massima serie. Ha così esordito in Super League il 31 luglio 2021, nell'incontro pareggiato per 0-0 sul campo dello Young Boys. Nel mese di agosto passa in prestito allo Sciaffusa, in seconda divisione, ma a dicembre già fa rientro alla base. Nel gennaio 2022, viene ceduto in prestito al Vaduz, squadra del Liechtenstein militante nella seconda divisione svizzera, che al termine della stagione, lo acquista a titolo definitivo.

### Nazionale
Nel 2019 ha giocato una partita con la nazionale svizzera Under-20.

## Statistiche

### Presenze e reti nei club
Statistiche aggiornate al 9 settembre 2022.
| Stagione            | Squadra             | Campionato          | Campionato | Campionato | Coppe nazionali | Coppe nazionali | Coppe nazionali | Coppe continentali | Coppe continentali | Coppe continentali | Altre coppe | Altre coppe | Altre coppe | Totale | Totale |
| Stagione            | Squadra             | Comp                | Pres       | Reti       | Comp            | Pres            | Reti            | Comp               | Pres               | Reti               | Comp        | Pres        | Reti        | Pres   | Reti   |
| ------------------- | ------------------- | ------------------- | ---------- | ---------- | --------------- | --------------- | --------------- | ------------------ | ------------------ | ------------------ | ----------- | ----------- | ----------- | ------ | ------ |
| 2019-2020           | Grasshoppers        | ChL                 | 16         | 2          | CS              | -               | -               |                    | -                  | -                  |             | -           | -           | 16     | 2      |
| 2020-2021           | Grasshoppers        | ChL                 | 23         | 0          | CS              | 3               | 0               |                    | -                  | -                  |             | -           | -           | 26     | 0      |
| lug.-ago. 2021      | Grasshoppers        | ASL                 | 1          | 0          | CS              | 1               | 0               |                    | -                  | -                  |             | -           | -           | 2      | 0      |
| Totale Grasshoppers | Totale Grasshoppers | Totale Grasshoppers | 40         | 2          |                 | 4               | 0               |                    | -                  | -                  |             | -           | -           | 44     | 2      |
| ago.-dic. 2021      | Sciaffusa           | ChL                 | 12         | 1          | CS              | 2               | 0               |                    | -                  | -                  |             | -           | -           | 14     | 1      |
| gen.-giu. 2022      | Vaduz               | ChL                 | 17         | 2          |                 | -               | -               | UECL               | -                  | -                  |             | -           | -           | 17     | 2      |
| 2022-2023           | Vaduz               | ChL                 | 7          | 0          |                 | -               | -               | UECL               | 7                  | 0                  |             | -           | -           | 14     | 0      |
| Totale carriera     | Totale carriera     | Totale carriera     | 76         | 5          |                 | 6               | 0               |                    | 7                  | 0                  |             | -           | -           | 89     | 5      |

## Palmarès

### Club

#### Competizioni nazionali
- Challenge League: 2

Grasshoppers: 2020-2021
Thun: 2024-2025
- Coppa del Liechtenstein: 3

Vaduz: 2021-2022, 2022-2023, 2023-2024